# Patrik Děrgel

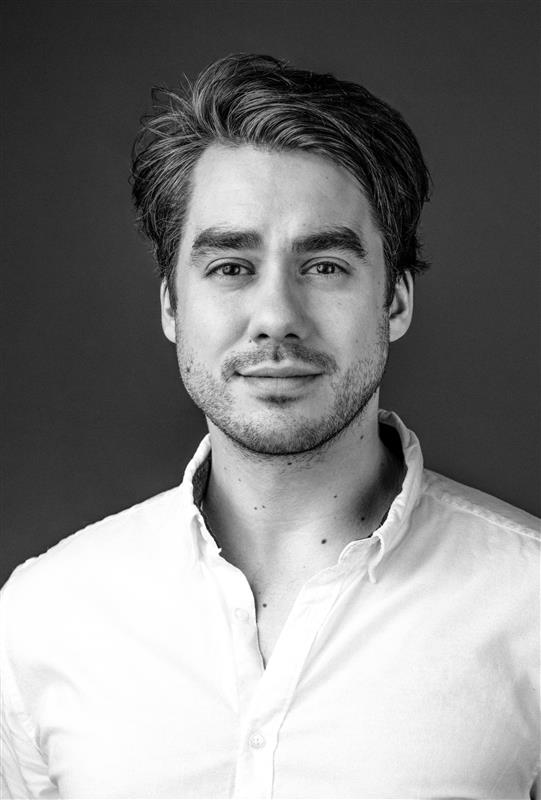
Patrik Děrgel (2019)

Patrik Děrgel (* 24. Februar 1989 in Bohumín) ist ein tschechischer Schauspieler.

## Leben
Patrik Děrgel besuchte das Janáčkova Konservatorium in Ostrava und beendete sein Schauspielstudium an der Film- und Fernsehfakultät der Akademie der Musischen Künste in Prag. Während dieser Zeit stand er bereits auf unterschiedlichen Theaterbühnen, darunter dem Divadlo Petra Bezruče, Těšínské divadlo und dem Švandovo divadlo na Smíchově. Für seine Darstellungen wurde er unter anderem auch mit dem tschechischen Theaterpreis Thalia nominiert.
Sein Filmdebüt gab er 2010 mit der Hauptrolle in dem von Roman Vávra inszenierten Fernsehfilm Škola princov an der Seite von Sarah Havacova und Oldrich Navrátil in der Titel gebenden Rolle des Prinzen Petr. Seitdem war er in über 20 Film- und Fernsehproduktionen zu sehen, darunter in der preisgekrönten Miniserie Burning Bush – Die Helden von Prag und der von 2013 bis 2014 auch in der täglich ausgestrahlten Seifenoper Ulice.
Děrgel ist mit der Schauspielerin Markéta Děrgelová verheiratet. Seit 2016 haben sie einen gemeinsamen Sohn.

## Filmografie
- 2010: Škola princov
- 2013: Burning Bush – Die Helden von Prag (Hořící keř, Miniserie)
- 2013–2014: Ulice (Fernsehserie, 79 Folgen)
- 2015: Der Kronprinz (Korunní princ)
- 2020: Smečka
- 2021: Wie man keine Prinzessin heiratet (Jak si nevzít princeznu)